# Bermo (India)
Bermo è una suddivisione dell'India, classificata come census town, di 16.954 abitanti, situata nel distretto di Bokaro, nello stato federato del Jharkhand. In base al numero di abitanti la città rientra nella classe IV (da 10.000 a 19.999 persone).

## Geografia fisica
La città è situata a 23° 47' 31 N e 85° 57' 31 E.

## Società

### Evoluzione demografica
Al censimento del 2001 la popolazione di Bermo assommava a 16.954 persone, delle quali 8.971 maschi e 7.983 femmine. I bambini di età inferiore o uguale ai sei anni assommavano a 2.497, dei quali 1.285 maschi e 1.212 femmine. Infine, coloro che erano in grado di saper almeno leggere e scrivere erano 9.843, dei quali 6.036 maschi e 3.807 femmine.